# 구마모토 전기철도 6000계 전동차
구마모토 전기 철도 6000계 전동차(일본어: 熊本電気鉄道6000系電車)는 구마모토 전기 철도(구마모토 전철)이 소유하고 있는 전동차이다.

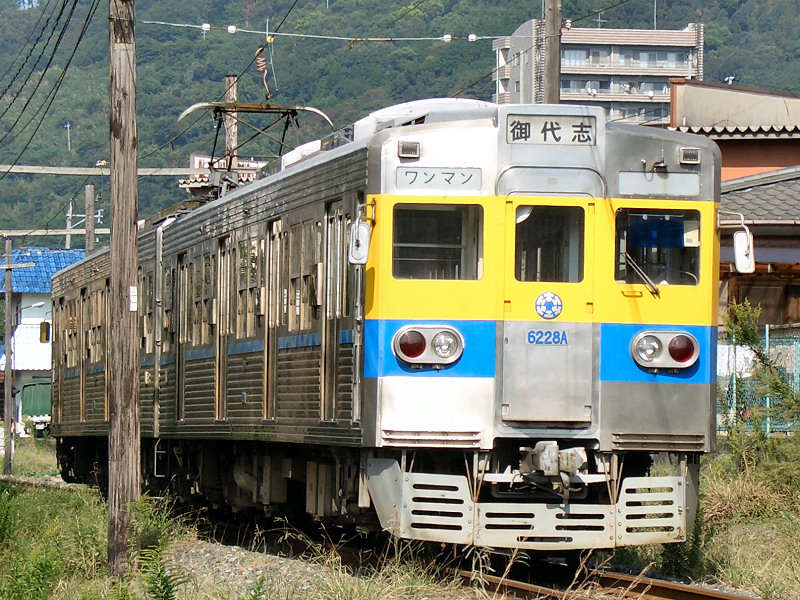
6228A 전동차

## 개요
노후화 한 재래 차량의 교체를 목적으로 도쿄 도 교통국미타 선에서 사용하고 있던 6000형을 1995년부터 2001년에 걸쳐 5 편성 양도했다. 편성 양단부의 선두차만 양도해 2량 고정 편성으로 해, 메구로측의 선두차(1호)를 미요시측에, 니시타카시마다이라측의 선두차(8호)를 가미쿠마모토/후지사키구마에 측에 연결하였다.
전 편성이 입선 전에 서일본 철도(니시테쓰) 지쿠시 차량 기지 안에 있는 니시테쓰 산업 지쿠시 공장에서 개조 공사가 실시되어 가선 전압의 변경(1500V→600V)에 수반하는 일부 기기 교체를 하였다. 1995년~96년에 양도한 비냉방의 2 편성에 대해서는 냉방 장치의 설치도 아울러 실시되었다. 1999년 이후에 양도한 3 편성은 도쿄 도 시대에 냉방화 개조되었다. 이 외 운임 표시기나 운임 상자, 백미러나 발차 벨 등 원맨 운전용 설비의 설치도 실시되어 측면 문의 창 위에 「입구」 「출구」 「마감」을 표시하는 LED 표시기를 신설하였다. 도쿄 도 시대에 사용되던 운행막은 원맨 표시로 고쳐졌다. 또 전면 관통문에 구마모토 전철의 로고를 달았다.「도쿄 도 교통국」의명판은 지금도 객차 옆에 남아 있다.
당초는 번호나 도장을 변경하지 않고, 외관적으로는 도쿄 도 시대와 너무 큰 차이는 없었지만, 1999년 이후, 도장이 일부 변경된 것 외, 전면 하부에 스커트를 설치했기 때문에 당초와는 다른 외관이 되었다. 또 2001년 이후, 전 편성에 차례차례 ATS가 설치되어 차호에 A가 추가되었다.
현재, 구마모토 전기 철도의 주력 차량으로서 후지사키구마에~미요시사이를 운행하고 있다.
구마모토 전철에 양도된 차량은 모두 히타치 제작소제이다.

## 차량별 개설
본 형식은 모든 차량이 어딘가가 약간씩 다른 점을 가지고 있다.
6101A-6108A
1968년 제조. 1995년 사용 개시. 도쿄 도 시대는 비냉방이었지만 양도시에 분산형 냉방 장치를 1량에 4기 탑재해,냉방화 개조되어 구마모토 전철 첫 냉방 전철로서 등장했다. 도쿄 도 시대의 도장인 채로 취역했지만, 현재는 남색에서 적색으로 변경되었다(덧붙여 우연히이지만 도쿄 도로의 데뷔 당시도 빨강이었다).
6111A-6118A
1968년 제조. 1996년 사용 개시. 도쿄 도 시대는 비냉방이었지만 양도시에 6101A 편성과 같은 냉방화 개조가 실시되었다. 이 편성은 현재도 차체 도장의 변경이 되지 않고, 도쿄 도 시대의 도장인 채이다.
6211A-6218A
1972년 제조. 1999년 사용 개시. 도쿄 도에서 6000형의 치환이 늦었기 때문에 3년만의 도입이 되었다. 도쿄 도 시대에 집약 분산형 냉방 장치를 1량에 2기 탑재해 냉방화 개조가 실시된 채 반입되었다. 시인성 향상을 위해서 전면창 주위를 황색으로 도장하였다.
6221A-6228A
1972년 제조. 2000년 사용 개시. 도쿄 도 시대에 냉방화 개조가 끝난 상태. 6211A 편성에 비해
전면창 주위의 황색 폭이 넓다. 또, 측면 중앙부에 「원맨」의 표기판이 없다.
6231A-6238A
1972년 제조. 2001년 사용 개시. 도쿄 도 시대부터 냉방화 개조가 끝난 상태.
6221 A-6228 A와 같은 황색이 특징이지만, 청대가 황색 대동해 관통문까지 배치되었다. 또, 차체
개조 시에 차체 측면의 하부가 콜 게이트가 없는 스텐레스 형식이 되었다.

## 사진

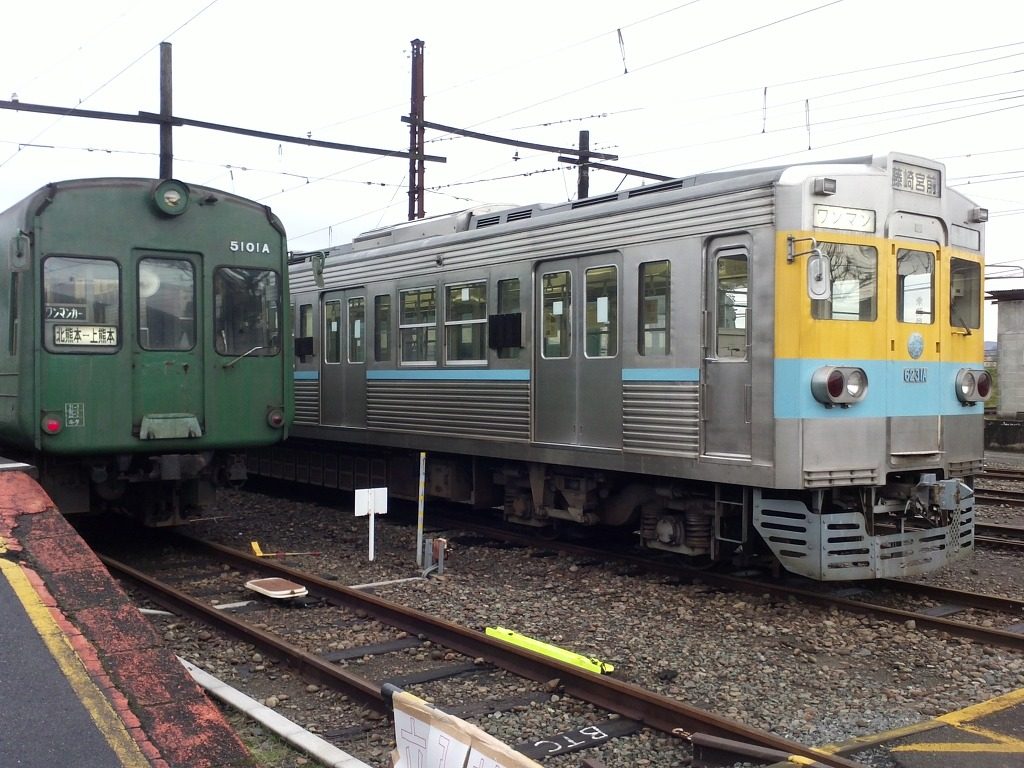
기타쿠마모토 역 구내의 5101A호(좌측)와 6231A호
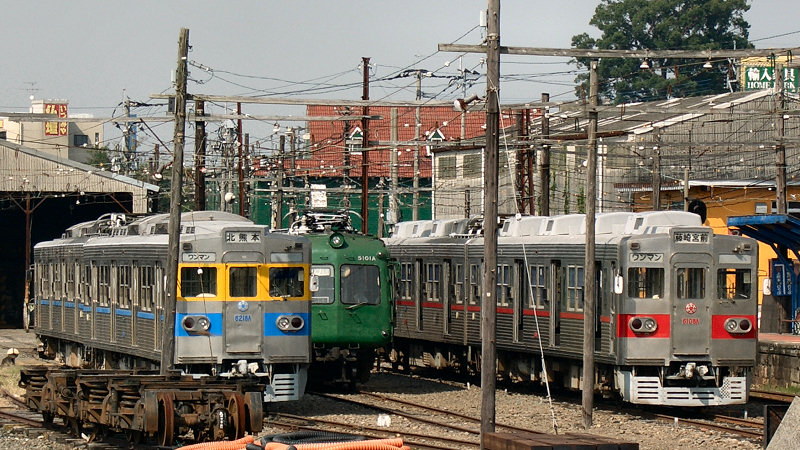
6218A호(좌측)과 6108A호(우측)
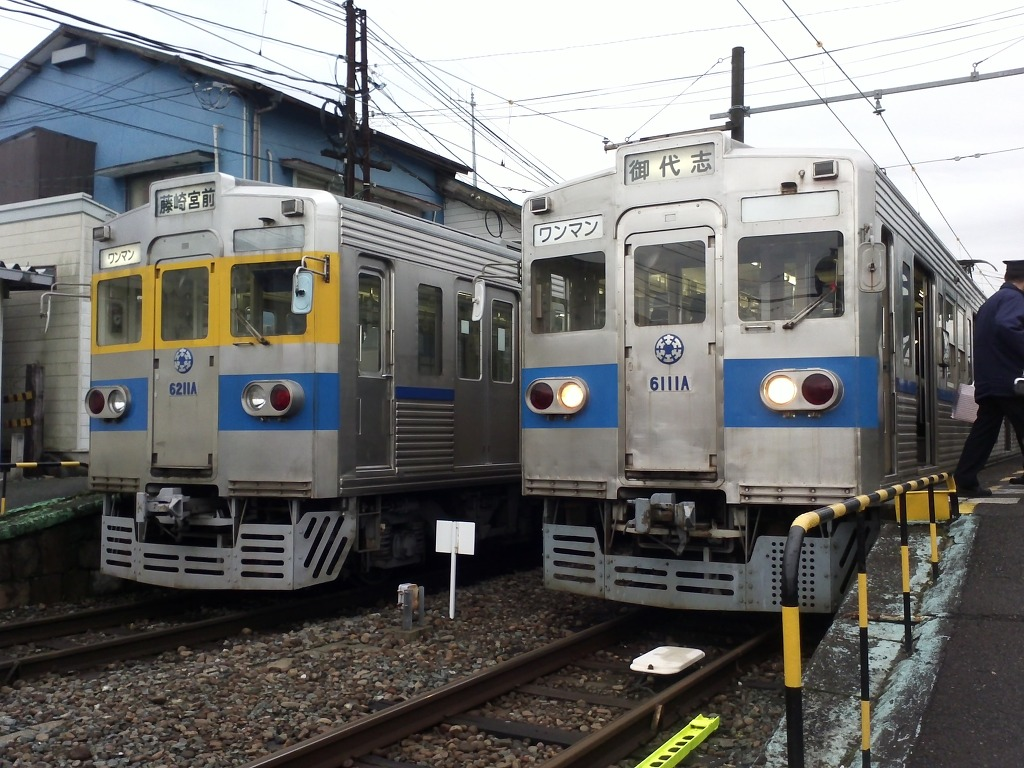
기타쿠마모토 역에 정차한 6211A호,6111A호
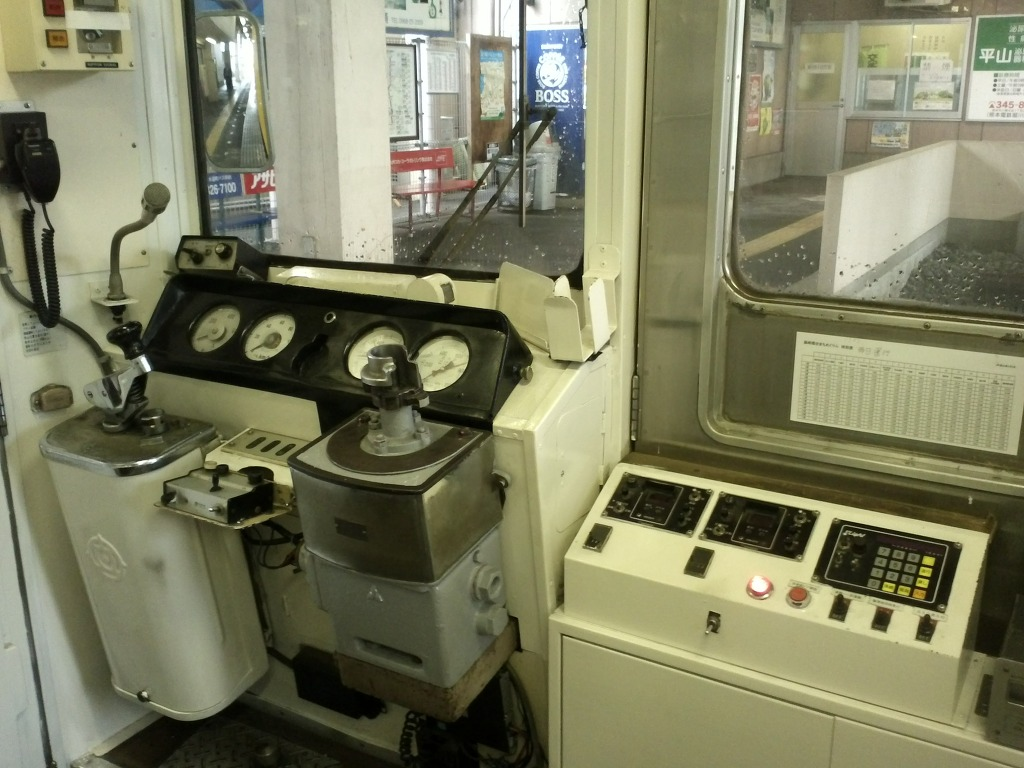
6218A호 운전석
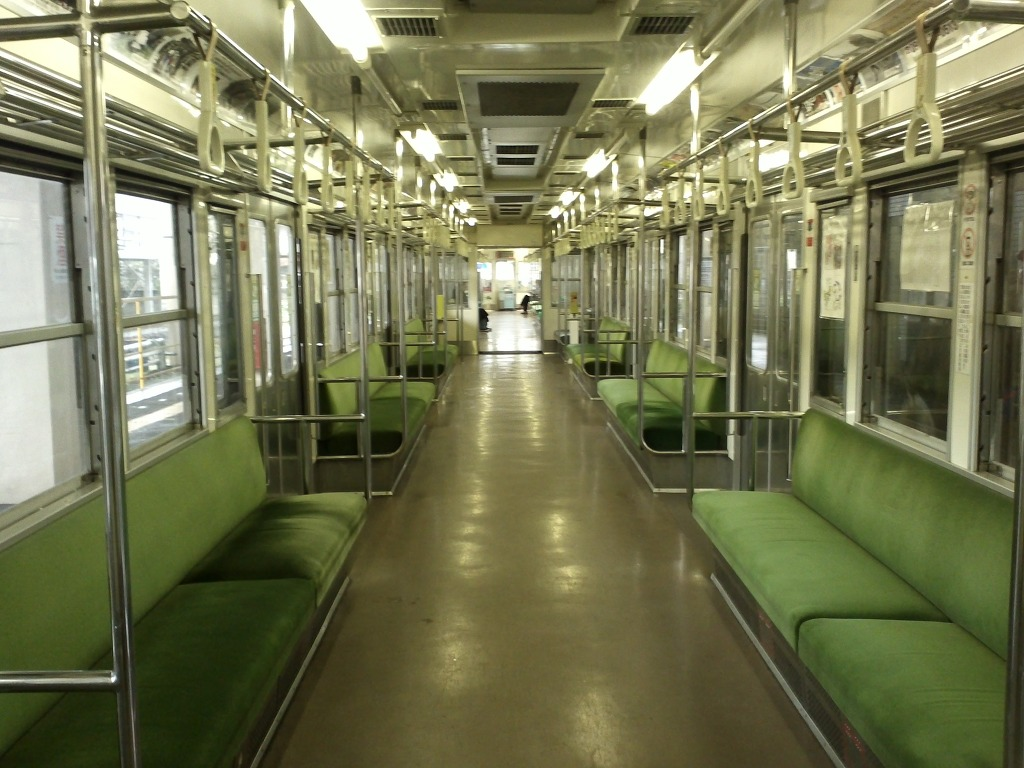
6218A호 차내

## 같이 보기
- 지치부 철도 5000계 전동차 - 도쿄 도 6000형의 지치부 철도 양도차(구마모토 6000계와 동일 형식의 차량)